# Fernandoa ferdinandi
Fernandoa ferdinandi là một loài thực vật có hoa trong họ Chùm ớt. Loài này được (Welw.) Baill. ex K.Schum. mô tả khoa học đầu tiên năm 1895.